# Єкла
Єкла (ісп. Yecla) — муніципалітет в Іспанії, у складі автономної спільноти Мурсія. Населення — 34 945 осіб (2010).
Муніципалітет розташований на відстані близько 300 км на південний схід від Мадрида, 70 км на північ від Мурсії.
На території муніципалітету розташовані такі населені пункти: (дані про населення за 2010 рік)
- Кампо-Абахо: 592 особи
- Кампо-Арріба: 1185 осіб
- Распай: 111 осіб
- Єкла: 33057 осіб

## Демографія
Динаміка населення (INE ):

## Галерея зображень

Розташування муніципалітету у провінції Мурсія
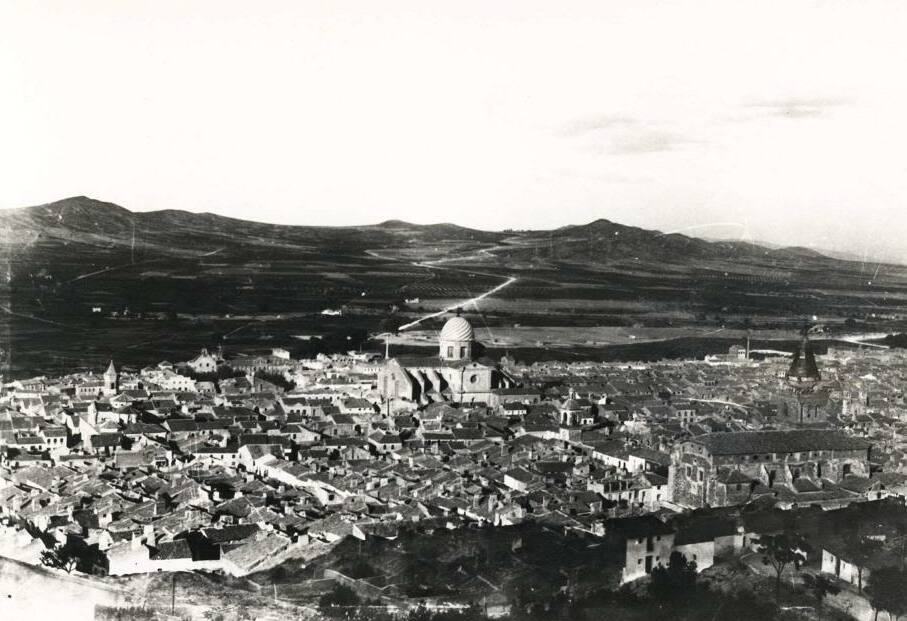
Єкла у 20-х роках XX століття
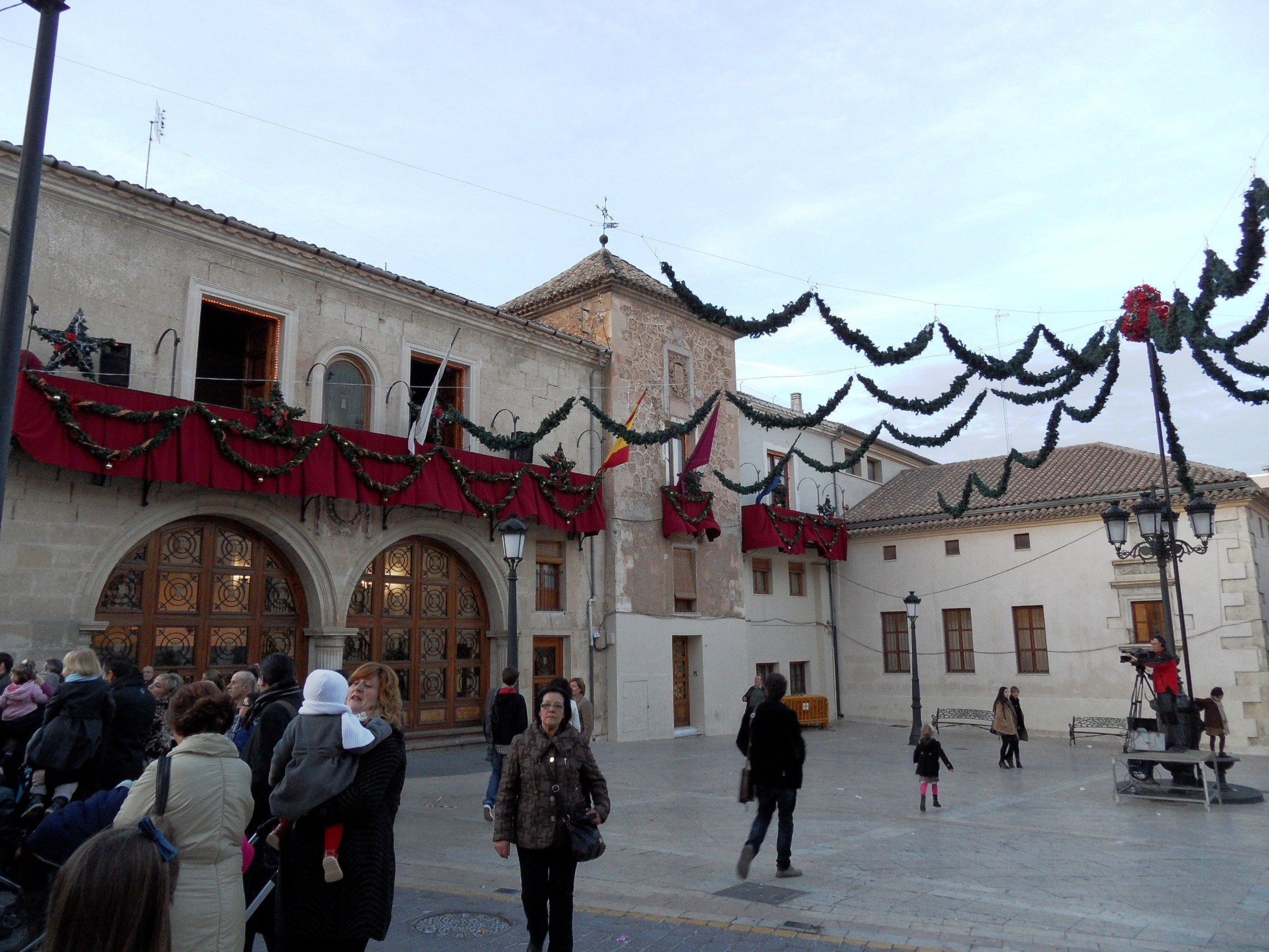
Муніципальна рада
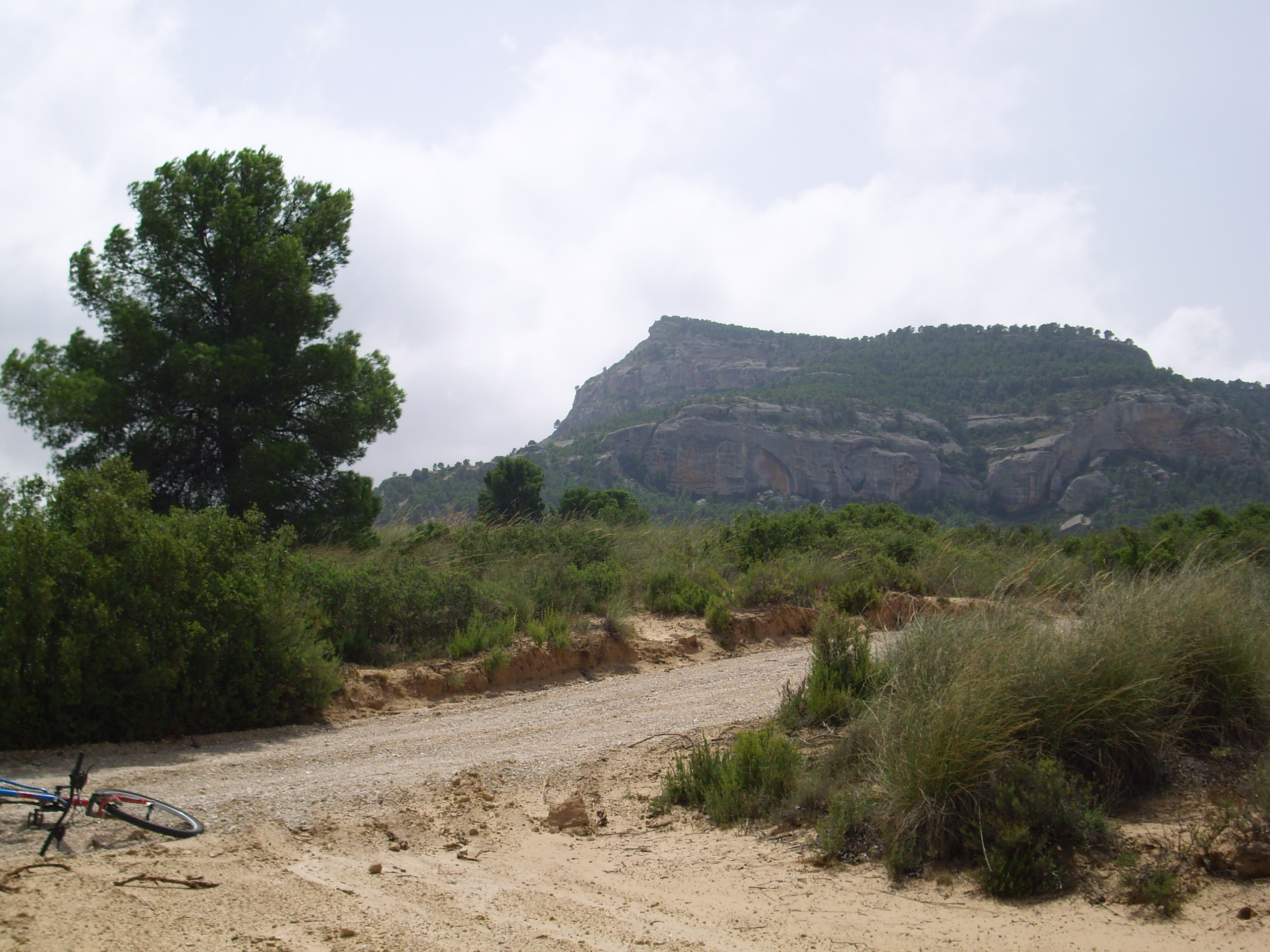
Гора Арабі
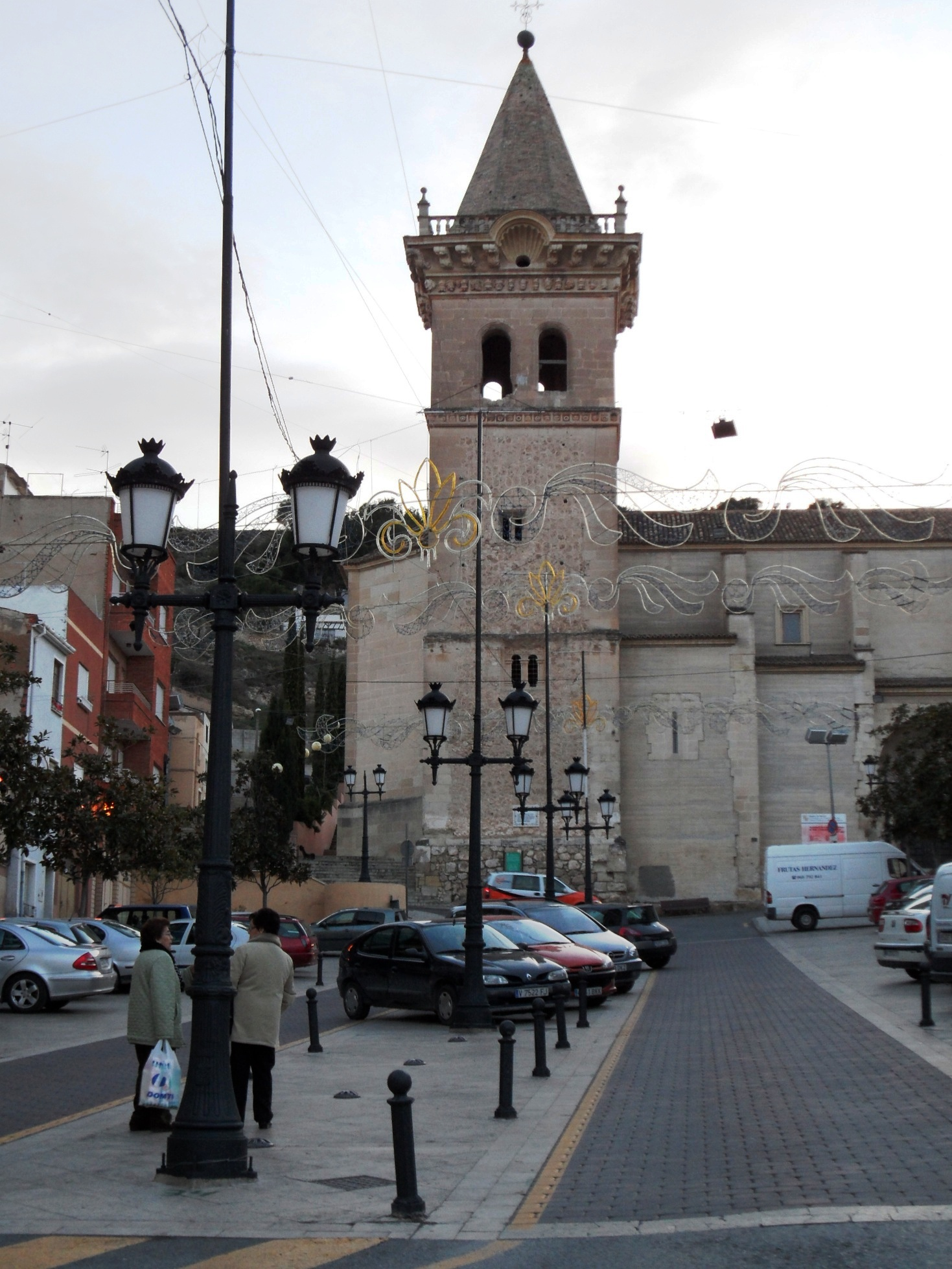
Церква Ла-Асунсьйон («Стара церква»)
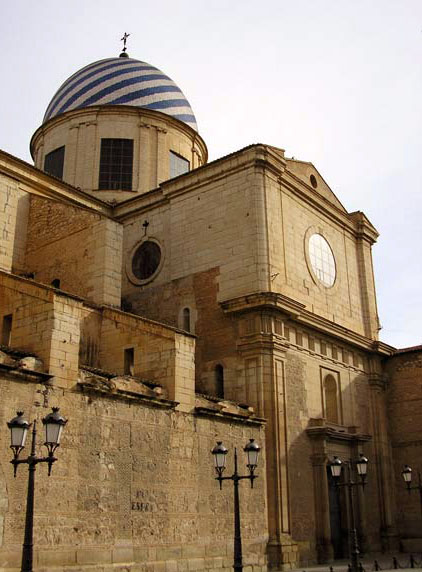
Базиліка Ла-Пурісіма